# Liste der Naturdenkmale im Main-Tauber-Kreis

Die Liste der Naturdenkmale im Main-Tauber-Kreis nennt die Listen der in den Städten und Gemeinden im Main-Tauber-Kreis gelegenen Naturdenkmale. Im Main-Tauber-Kreis liegen etwa 450 Naturdenkmale. Dabei handelt es sich um Flächen oder Einzelobjekte, meist Bäume.

## Naturdenkmale im Main-Tauber-Kreis
Stand: 12. April 2019.
| Gemeinde           | Liste                                         | Anzahl der Naturdenkmale |
| ------------------ | --------------------------------------------- | ------------------------ |
| Ahorn              | Liste der Naturdenkmale in Ahorn              | 39                       |
| Assamstadt         | Liste der Naturdenkmale in Assamstadt         | 03                       |
| Bad Mergentheim    | Liste der Naturdenkmale in Bad Mergentheim    | 59                       |
| Boxberg            | Liste der Naturdenkmale in Boxberg            | 34                       |
| Creglingen         | Liste der Naturdenkmale in Creglingen         | 50                       |
| Freudenberg        | Liste der Naturdenkmale in Freudenberg        | 13                       |
| Großrinderfeld     | Liste der Naturdenkmale in Großrinderfeld     | 09                       |
| Grünsfeld          | Liste der Naturdenkmale in Grünsfeld          | 14                       |
| Igersheim          | Liste der Naturdenkmale in Igersheim          | 10                       |
| Königheim          | Liste der Naturdenkmale in Königheim          | 14                       |
| Külsheim           | Liste der Naturdenkmale in Külsheim           | 10                       |
| Lauda-Königshofen  | Liste der Naturdenkmale in Lauda-Königshofen  | 59                       |
| Niederstetten      | Liste der Naturdenkmale in Niederstetten      | 49                       |
| Tauberbischofsheim | Liste der Naturdenkmale in Tauberbischofsheim | 15                       |
| Weikersheim        | Liste der Naturdenkmale in Weikersheim        | 20                       |
| Werbach            | Liste der Naturdenkmale in Werbach            | 14                       |
| Wertheim           | Liste der Naturdenkmale in Wertheim           | 34                       |
| Wittighausen       | Liste der Naturdenkmale in Wittighausen       | 07                       |
| Gesamt             | 18                                            | 453                      |